# Ajjuva
Ajjuva (rusky Айюва) je řeka v republice Komi v Rusku. Je 193 km dlouhá. Povodí má rozlohu 2950 km².

## Průběh toku
Pramení na východních výběžcích Timanského krjaže. Protéká bažinami a lesy. Je to pravý přítok Ižmy (povodí Pečory).

## Vodní režim
Zdroj vody je smíšený s převahou sněhového.